# Luperina subornata
Luperina subornata là một loài bướm đêm trong họ Noctuidae.